# Тип Саж
«Тип Саж» (фр. Type Sage), также известный как «Мир и торговля» (Paix et Commerce), — название стандартной серии почтовых марок, эмитированных почтовым ведомством Франции между 1876 и 1900 годами.

## Описание
Отпечатанные в самых разных цветах и оттенках, две центральные фигуры — это аллегории Мира (слева) и Торговли (справа), которые дали название серии. Название «тип Саж» происходит от склонности французских коллекционеров почтовых марок называть серии по имени художника соответствующего произведения искусства. В данном случае это был Жюль Огюст Саж (Jules Auguste Sage; 1840—1910), имя которого указано мелкими буквами как «J. A. SAGE INV» вдоль нижнего края почтовой марки слева под первым словом «République» («Республика») в надписи, обозначавшей название страны («République française» — «Французская Республика»). Гравёром этого типа почтовых миниатюр был Луи-Эжен Мушон, указанный по нижнему краю марки справа.
В зависимости от положения слова «INV» по нижнему краю различают две разновидности этих марок:
- Тип I: буква «N» находится под буквой «B» в слове «REPUBLIQUE».
- Тип II: буква «N» стоит под буквой «U» в слове «REPUBLIQUE».

Примеры двух разновидностей марок Франции типа Саж
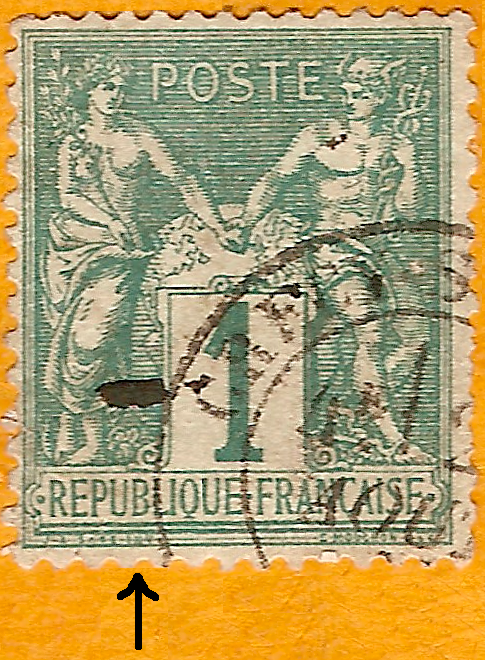
1876: 1 сантим (Mi #56I; Yt #61). Тип I: буква «N» в слове «INV» по нижнему краю располагается под буквой «B» в «REPUBLIQUE» (показано стрелкой)
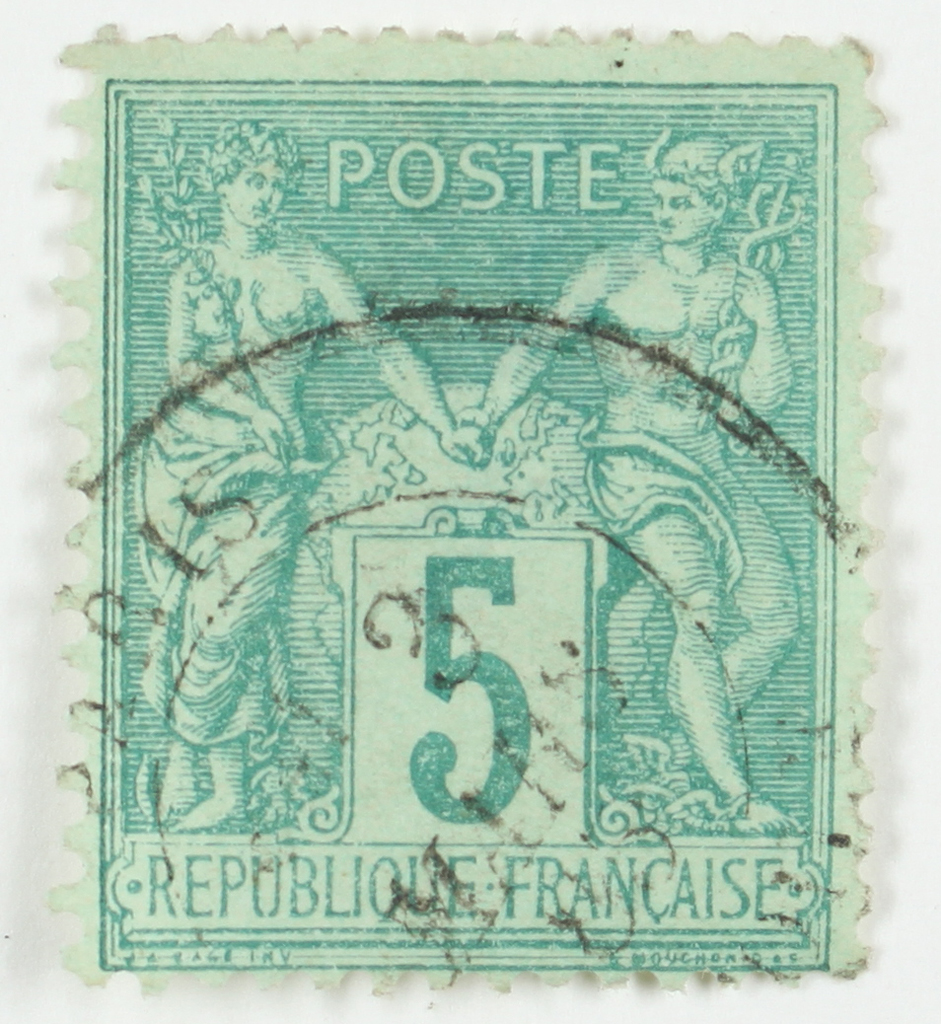
1876: 5 сантимов (Mi #59IIa; Yt #75; SG #228). Тип II: буква «N» в слове «INV» по нижнему краю располагается под буквой «U» в «REPUBLIQUE»

Серия типа Саж («Мир и торговля») — одна из наиболее обширных стандартных серий конца XIX века. В каталоге Скотта отмечены 44 разные почтовые марки в этой серии, номиналом от 1 сантима до 5 франков, не считая надпечаток и незначительных разновидностей.

## Почтовое обращение
Почтовые марки этого рисунка, изготовленные с зубцовкой, были в обращении на территории самой Франции, а также во французских почтовых отделениях за рубежом. Первый выпуск для Франции, включавший 12 марок (№ 56 и др.), появился 15 июня 1876 года. Почтовые марки, специально подготовленные для использования за рубежом, не выходили до середины-конца 1890-х годов, когда перед поступлением в продажу на марках этой серии были сделаны надпечатки самого разного вида.
Почтовые марки этого рисунка в беззубцовом варианте были подготовлены для использования во французских колониях, которые в то время не выпускали своих собственных характерных марок.

Примеры почтовых марок типа Саж для Франции, колоний и французской почты за границей
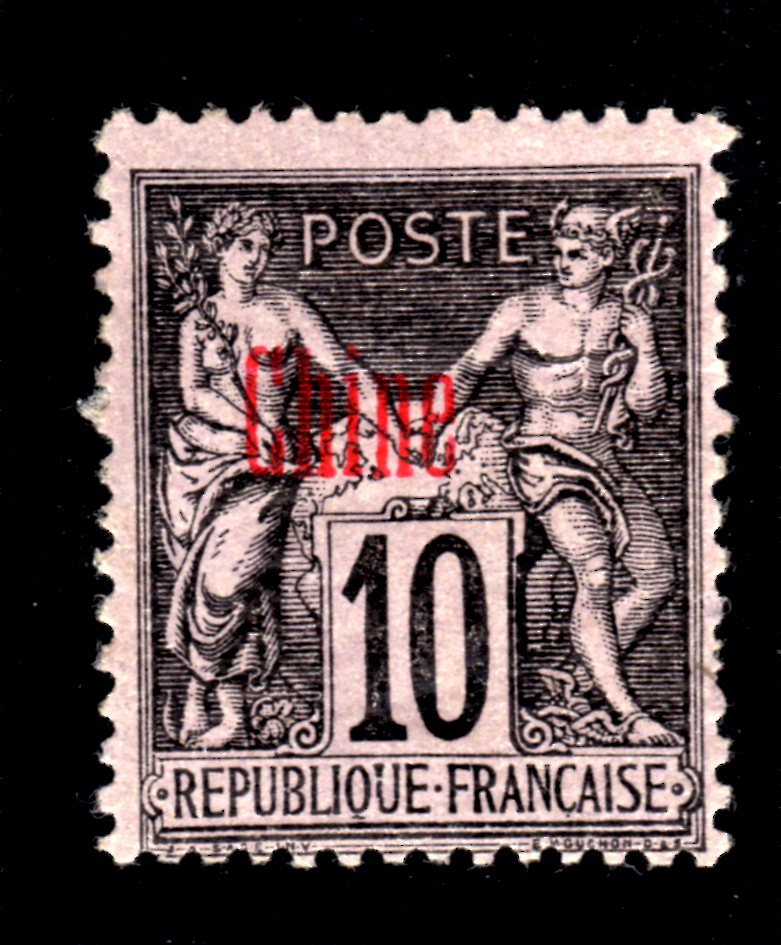
Французская почта в Китае (1876): 10 сантимов
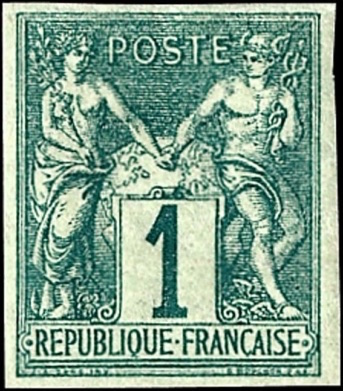
Безубцовая марка для французских колоний (1877—1880): 1 сантим (Sc #24)
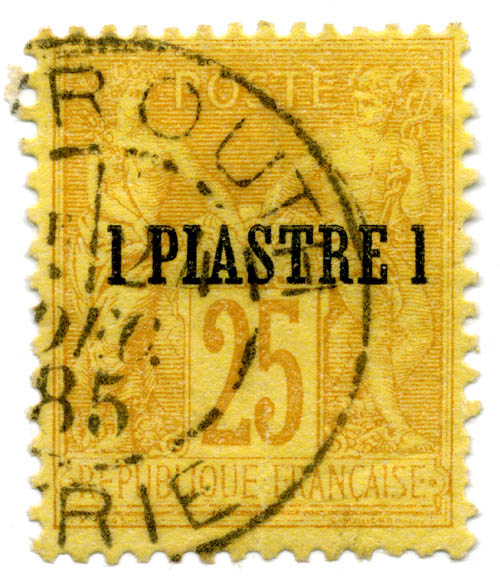
Французская почта в Османской империи (1885): 1 пиастр (Sc #1) — надпечатка на марке, имевшей оригинальный номинал в 25 сантимов. Марка погашена в Бейруте
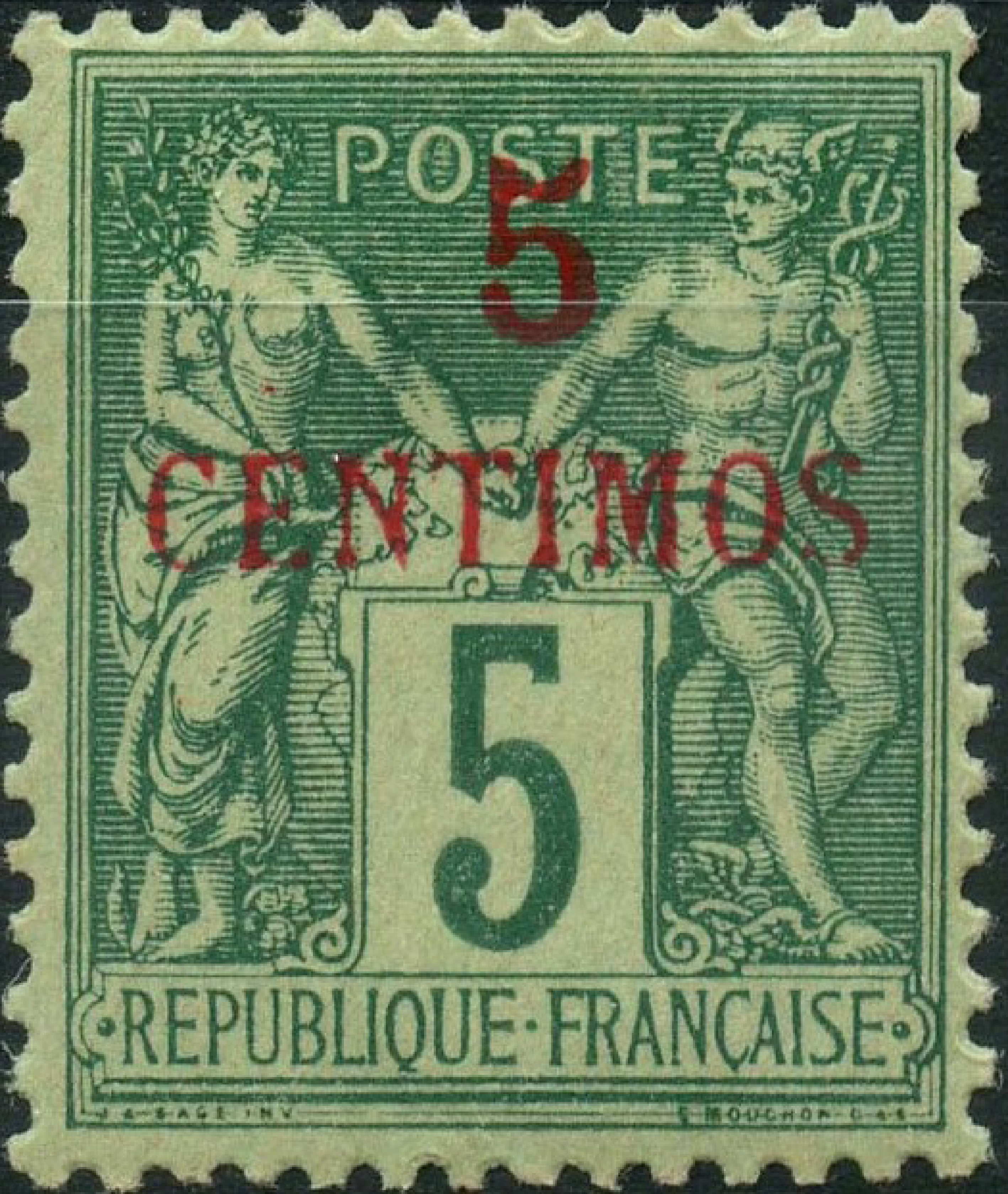
Французская почта в Марокко (1891): 5 сантимов (Yt #1)
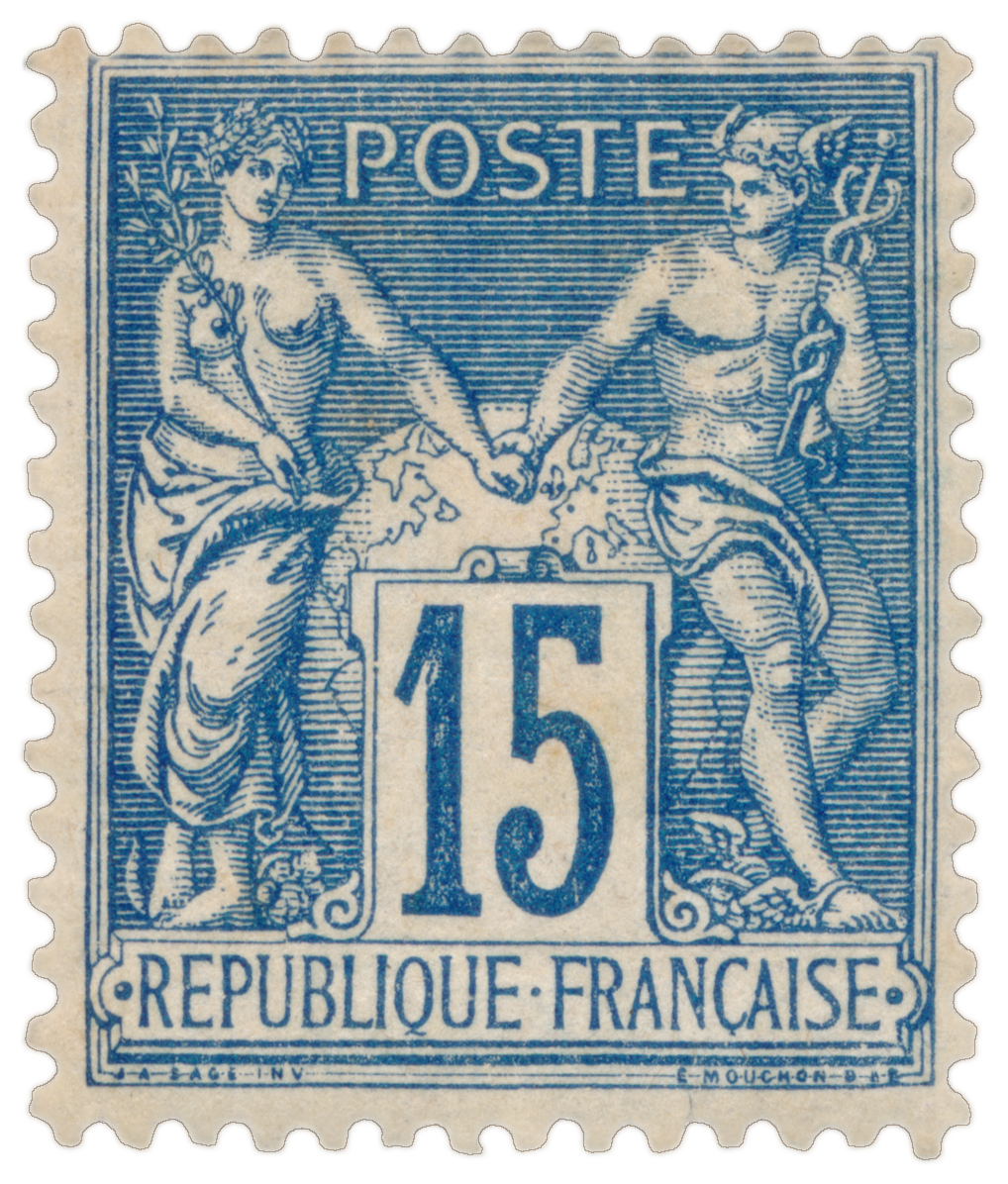
Франция (1892): тип II («N» под «U»), 15 сантимов (Mi #83; Yt #101)

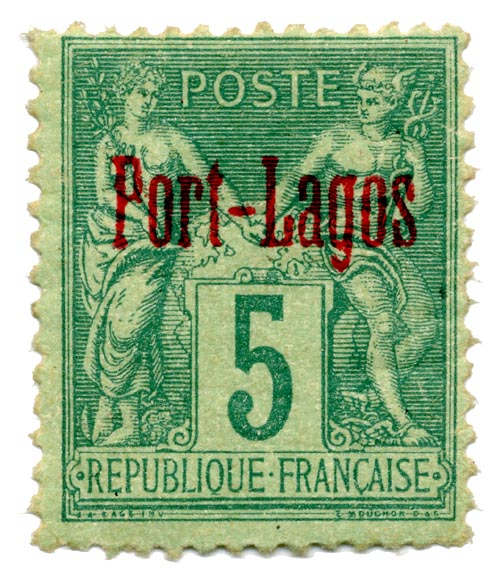
Французская почта в Османской империи, Лагос (1893): 5 сантимов (Sc #1)
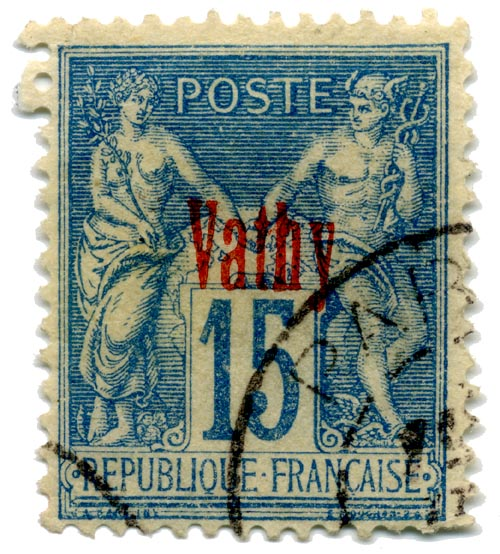
То же, Вати (1894): 15 сантимов (Sc #4)
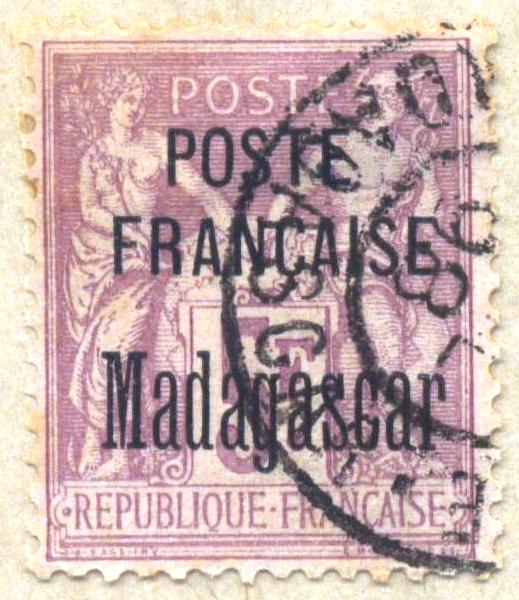
Мадагаскар (1896): 5 франков (Yt #22)
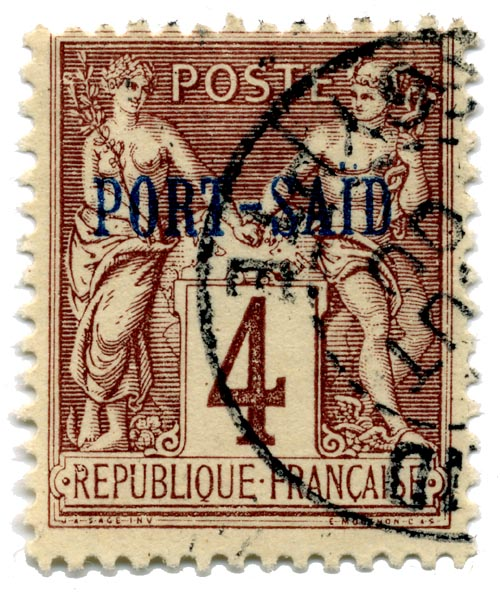
Французская почта в Египте, Порт-Саид (1899): 4 сантима